# تنفس (فیلم ۲۰۱۰)
تنفس (انگلیسی: Inhale) فیلمی به کارگردانی بالتاسار کورماکور است که در سال ۲۰۱۰ منتشر شد.

## بازیگران
- درموت مالرونی
- دیانه کروگر
- سام شپارد
- دیوید سلبی
- جوردی مویا
- جودی هررا
- رُزانا آرکت
- وینسنت پرز